# Lorenzo Bianchetti
Pour les articles homonymes, voir Bianchetti.
Lorenzo Bianchetti (né le 12 septembre 1545 à Bologne en Émilie-Romagne, alors dans les États pontificaux et mort le 12 mars 1612 à Rome) est un cardinal italien de la fin du XVIe siècle et du début du XVIIe siècle.

## Biographie
Lorenzo Bianchetti étudie à l'université de Bologne. Il est auditeur à la rote romaine et référendaire au tribunal suprême de la Signature apostolique.
Il est créé cardinal par le pape Clément VIII lors du consistoire du 5 juin 1596.
Le cardinal Lorenzo Bianchetti participe aux deux conclaves de 1605 (élection de Léon XI et de Paul V).